# 라이브 프롬 스페이스
라이브 프롬 스페이스(영어: Live from space)는 세계 최초로 전 세계 171개국에 진행되는 생방송으로, 90분간 지구를 한 바퀴 도는 국제우주정거장과 NASA 우주비행관제센터를 오가며 진행된다. 전 세계 170개국의 내셔널 지오그래픽 채널과 영국 Channel 4에서 제작하여, 한국에서도 공통적으로 내셔널 지오그래픽 채널과 tvN에서 생방송되었다.

## 방송 시간
동부 표준시(EST) 기준 2014년 3월 14일 오후 8시에, 한국 표준시(KST) 기준으로는 3월 15일 오전 9시에 진행되었다.

## 출연진
- 릭 마스트라치오 ((영어) en:Rick Mastracchio)
- 코이치 와카타 ((영어) en:Koichi Wakata)
- 솔리다드 오브라이언 ((영어) en:Soledad O'Brien)